# Thornybush Nature Reserve

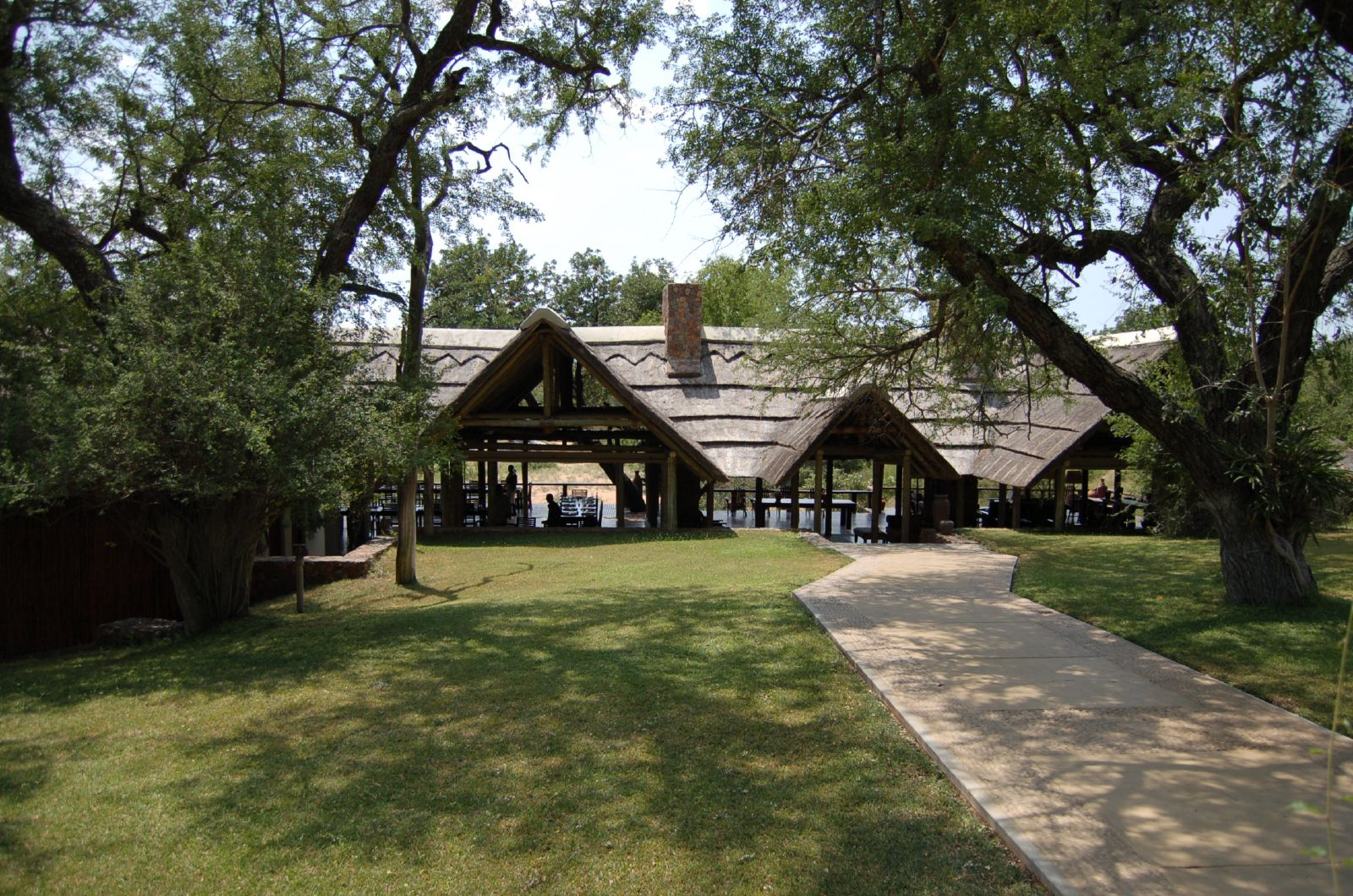
Zentrale Lodge

Thornybush Nature Reserve ist ein privat betriebenes Tierreservat in der Nähe von Hoedspruit in der Limpopo-Provinz von Südafrika. Es grenzt an den Kruger-Nationalpark. Die Stadt Phalaborwa befindet sich rund 50 Kilometer entfernt im Norden. Die Fläche des Reservats beträgt ungefähr 14.000 Hektar und besteht hauptsächlich aus Trocken- und Dornstrauchsavannen.

## Geschichte
Im Jahr 1955 wurde die 1640 Hektar große Thornybush-Farm eingezäunt und 1961 als Tierreservat eröffnet. Nach einer Erweiterung des Geländes wurde 2017 der nordöstliche Grenzzaun beseitigt, was bedeutet, dass sich Tiere seitdem frei zwischen dem Reservat und dem Kruger-Nationalpark bewegen können. Wie die meisten privaten Reservate in Südafrika wird das Thornybush Nature Reserve als Öko-Tourismus-Einrichtung verwaltet. Die Finanzierung setzt sich hauptsächlich aus der Vermietung teilweise sehr luxuriöser Game-Lodges sowie aus Werbeeinnahmen zusammen. Das Holdingunternehmen Travel + Leisure Co. wählte 2024 die Thornybush Lodges zum wiederholten Male als zu den zehn besten Safari-Lodges in Afrika gehörig.

## Tierbestand
Auf dem Gebiet des Thornybush Nature Reserve finden im Besonderen Busch- und Steppenbewohner einen für sie günstigen Lebensraum. Darunter befinden sich auch die Big Five (Afrikanischer Elefant (Loxodonta africana), Breitmaulnashorn (Ceratotherium simum), Kaffernbüffel (Syncerus caffer), Löwe (Panthera leo) und Leopard (Panthera pardus)). Zu den weiteren Arten zählen u. a. Antilopen, Giraffen, Zebras, Geparde, Hyänen und Afrikanische Wildhunde. Im Kruger-Nationalpark und den angrenzenden privaten Reservaten, darunter auch dem Thornybush Nature Reserve wurden 2024 auf Initiative der Greater Kruger Environmental Protection Foundation (GKEPF) insgesamt 120 Südliche Breitmaulnashörner ausgewildert.

## Arterhaltungs-, Schutz- und Sonderprogramme

### Tango K9 Anti-Poaching Unit
Tango K9 ist ein Wildtierschutzprogramm, das sich zum Ziel gesetzt hat, die Wilderei in den afrikanischen Reservaten zu bekämpfen. Es wird auch im Thornybush Nature Reserve angewendet. Zur Unterstützung der Ranger werden speziell trainierte Hunde eingesetzt, die ausgebildet sind, um Wilderei, Schmuggelware, Schusswaffen und Munition zu erkennen. Die physiologischen Fähigkeiten dieser besonders geschulten Tiere übertreffen alles, was jede von Menschen entwickelte Technologie liefern könnte. Sie sind auch auf die Spurenlese sowie die Erkennung des menschlichen Dufts trainiert und sind außerdem sehr ausdauernd und arbeitswillig. Das K9-Team besteht aus einer Gruppe leidenschaftlicher und engagierter Tierschützer, die mit den Hunden arbeiten. Als besonders geeignet erwiesen sich die Hunderassen Bloodhound und Coonhound. Die Finanzierung des Programms stellt eines der größten Probleme dar, da sich die Covid-19-Pandemie negativ auf den Tourismussektor Südafrikas ausgewirkt hatte und Spenden ausblieben. Dies führte zu einer signifikanten Zunahme der Wilderei nach den Hörnern des Nashorns. Verarmte Bevölkerungsschichten wilderten außerdem Tiere zum Nahrungserwerb. Die Fortführung des Tango K9-Programms ist deshalb umso wichtiger.

### Mounted Anti-Poaching Unit
Gemeinsam mit einem der Naturschutzpartner des Reservats hat das Thornybush Nature Reserve eine berittene Überwachungseinheit eingerichtet, um an den Grenzen des Reservats entlang zu patrouillieren. Dabei werden ehemalige Rennpferde eingesetzt. Die berittenen Überwachungspatrouillen sind ein wirksames Mittel zur Unterstützung des Schutzes des Reservats, da die Wächter einen deutlich größeren Bereich abdecken können als bei einer Fußpatrouille. Die Pferde bewegen sich lautlos entlang der Grenzen und gewähren den Rangern ein erhöhtes Sichtfeld.

### Baumschutz
Seit die Zäune des Thornybush Nature Reserve beseitigt wurden, gibt es aufgrund der hohen Populationsdichte von Elefanten auf dem Gelände, die vom Kruger-Nationalpark zuwandern erhebliche Schäden an Bäumen. Betroffen sind in erster Linie Marula-Bäume und Senegalia nigrescens. Um die am stärksten gefährdeten Bäume zu schützen, wurden deren Stämme mit einem Drahtgeflecht ummantelt und die Rinde mit übelriechender Gülle bestrichen. Bei einigen Bäumen wurden die Wurzelsysteme mit Felssteinen abgedeckt, um ein Umstürzen der Bäume durch die Elefanten zu verhindern, die bei Nahrungsmangel neben den Blättern, den Früchten und der Rinde auch die Wurzeln der Bäume verzehren.

### Totholzbeseitigung
Im Reservat wurde damit begonnen, Totholz aufzusammeln, das sich zum Teil noch wirtschaftlich verwerten lässt. Dadurch wird auch Raum für neues Pflanzenwachstum geschaffen. Mit den Aufräumarbeiten wurde ein Kleinunternehmen beauftragt, das ehemalige Reservatmitarbeiter beschäftigt, die aufgrund der Covid-19-Pandemie ihre Arbeit verloren hatten. Durch die Beseitigung des Totholzes wird auch das Risiko gemildert, dass sich Borkenkäferarten ausbreiten.

## Galerie
Die nachfolgende Bildauswahl zeigt einige Tiere aus dem Bestand des Thornybush Nature Reserve:

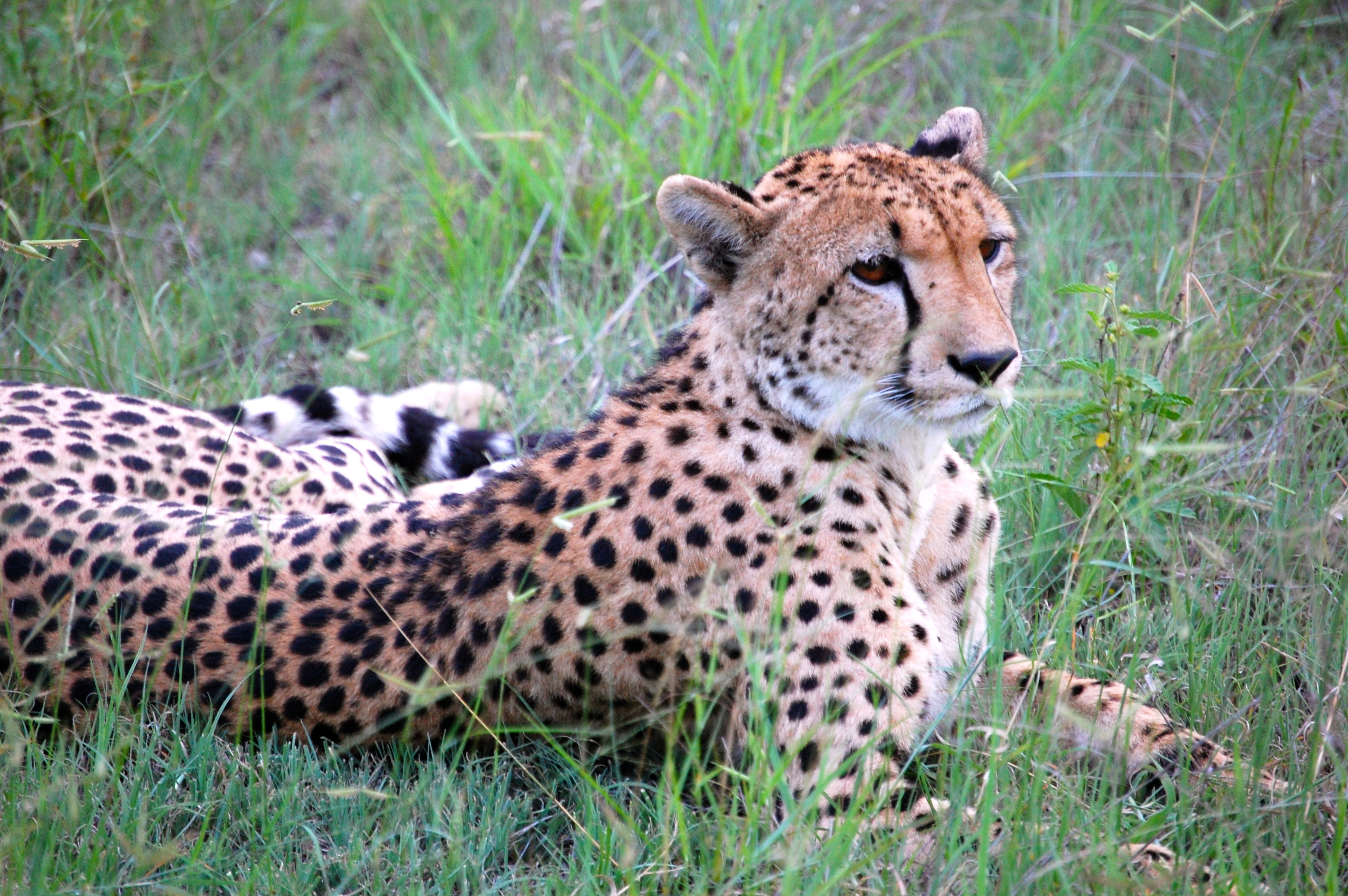
Gepard
Steppenzebra
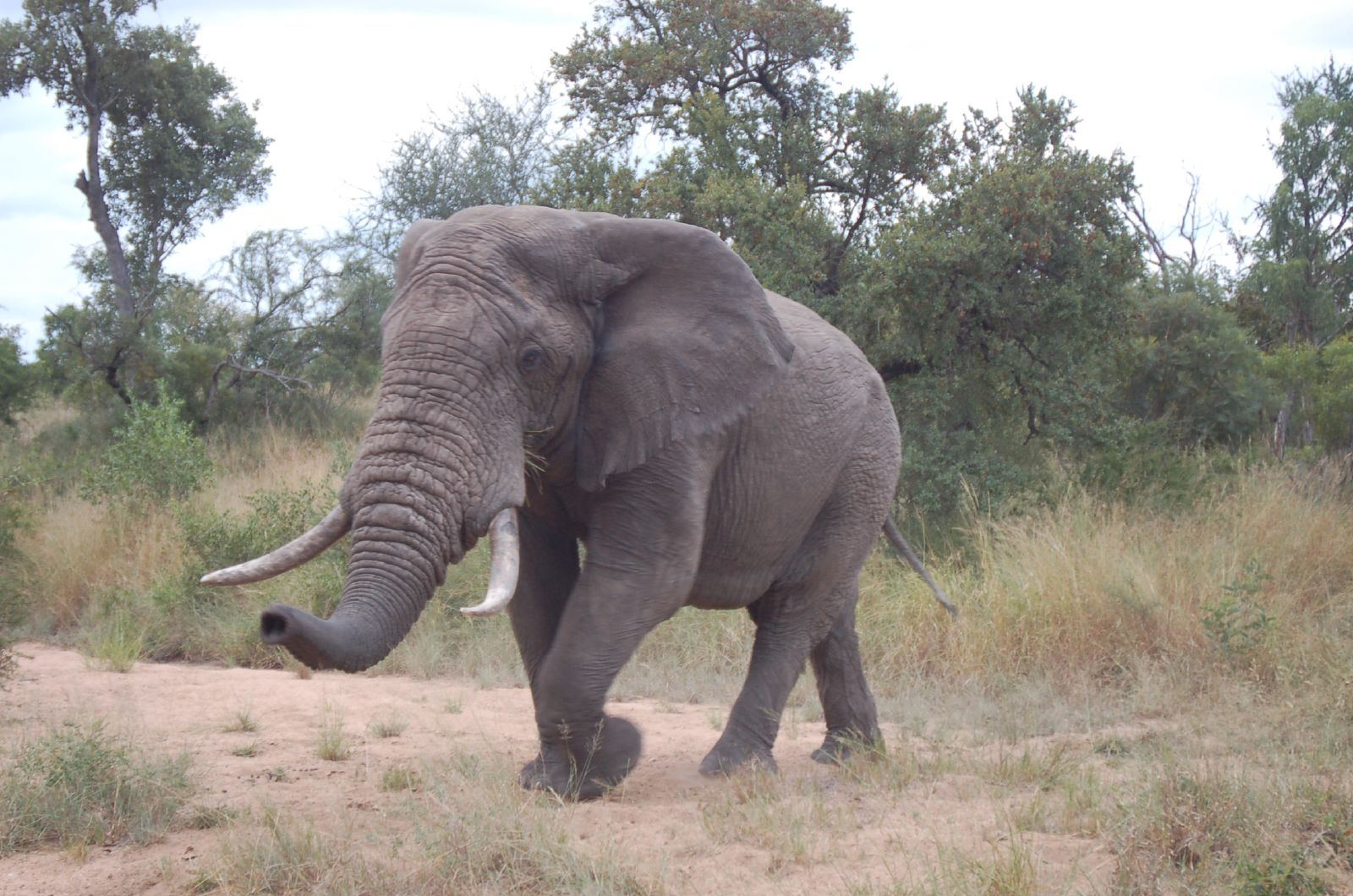
Afrikanischer Elefant
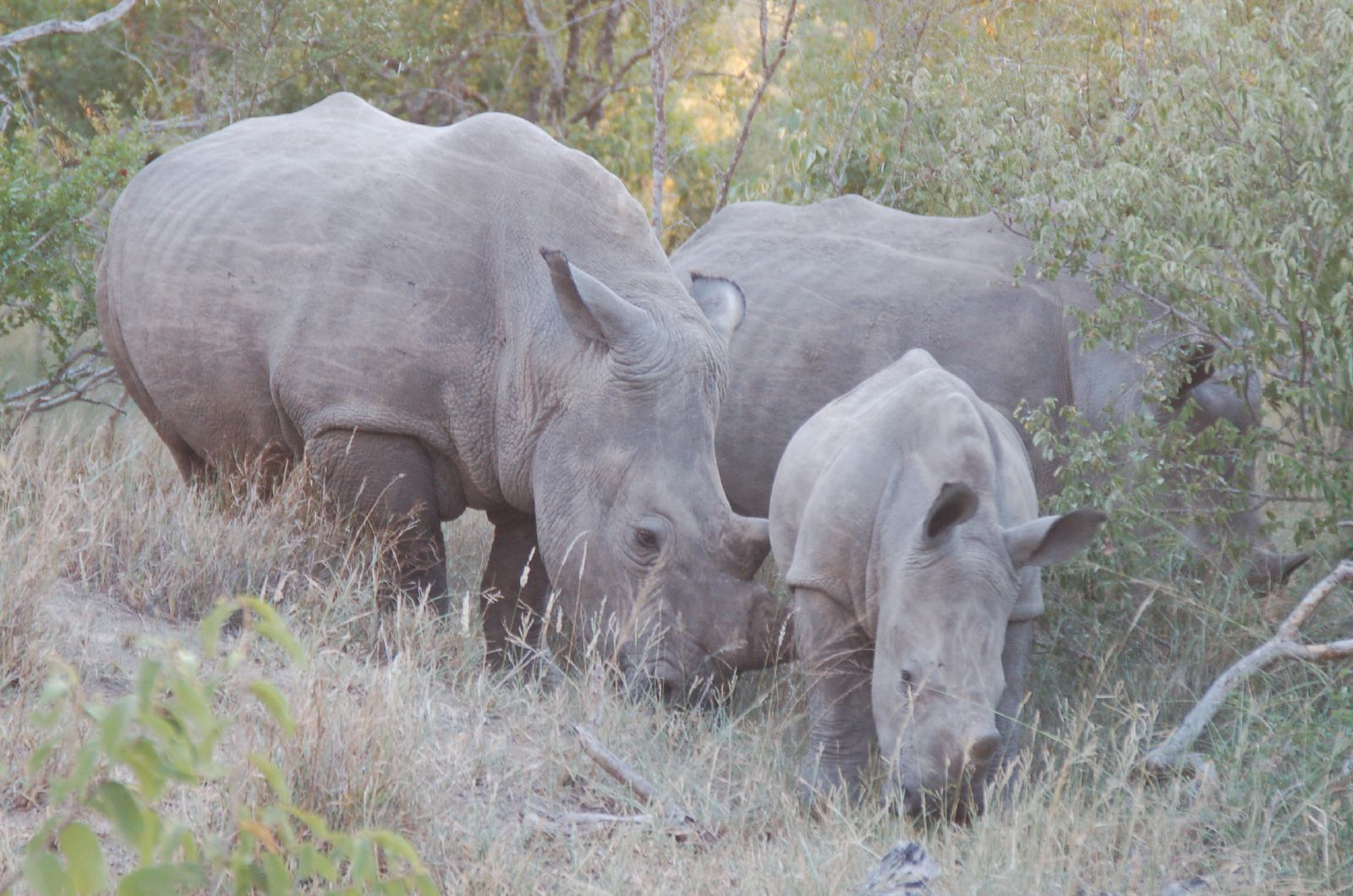
Breitmaulnashörner
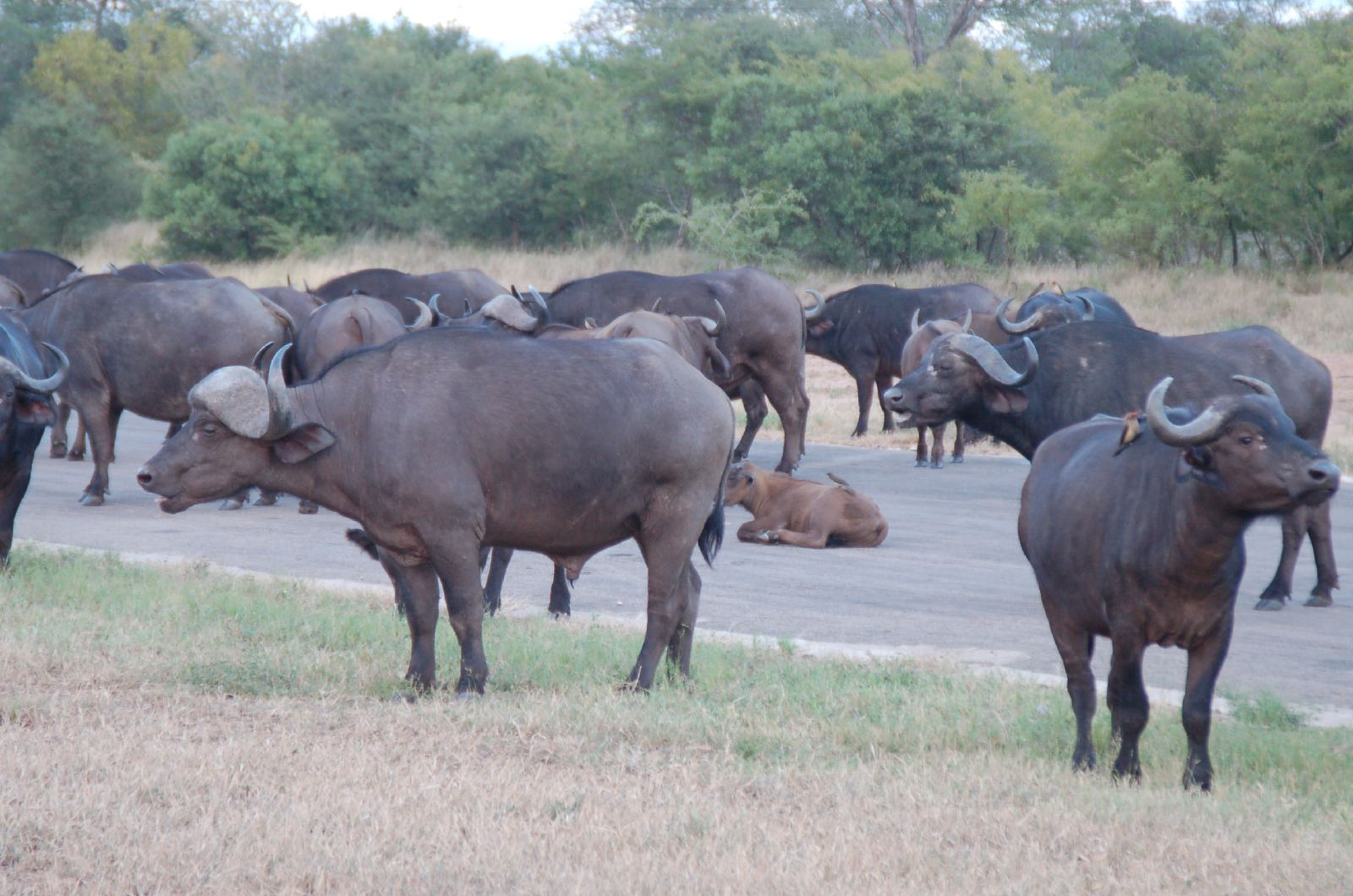
Kaffernbüffel